# Чжао Цзі
Чжао Цзі (спрощ.: 赵佶; кит. трад.: 趙佶; піньїнь: Zhào Jí), храмове ім'я Хуейцзун (кит.: 徽宗; піньїнь: Huīzōng; 7 червня 1082 — 4 червня 1135) — восьмий імператор династії Сун у Китаї. Був відомим каліграфом, шанувальником мистецтва та поезії. Народившись 11-м сином імператора Шеньцзуна, він зійшов на престол в 1100 році після смерті свого старшого брата і попередника, імператора Чжецзуна, тому що єдиний син імператора Чжесонга помер передчасно. Він жив у розкоші, вишуканості й мистецтві в першій половині свого життя. У 1126 році, коли династія Цзінь, що належить чжурчженям, вторглася в династію Сун під час воєн Цзінь-Сун, імператор Хуейцзун відрікся від престолу й передав свій трон своєму старшому синові Чжао Хуану, який прийняв титул імператора Ціньцзун, в той час як Хуейзун прийняв почесний титул Тайшан Хуан (або «відставний імператор»). Наступного року столиця Сун, Бяньцзін, була завойована силами Цзінь у ході події, історично відомого як Інцидент Цзінкан. Імператор Хуейцзун разом з імператором Ціньцзоном й іншими членами їх сім'ї були взяті в полон чжурчженямі й повернуті в столицю Цзінь, префектуру Хуінінг, у 1128 році. Правитель Чжурчжені, імператор Тайцзун Цзінь, дав колишньому імператорові Хуейцзун титул: Герцог Хунде (буквально «Невтішний герцог»), щоб принизити його. Після того, як його вижив син Чжао Гоу оголосив себе десятим імператором династії імператором Гаодзонгом, чжурчжені використовували його, Ціньцзуна й інших членів імператорської сім'ї, щоб чинити тиск на Гаосонга та його двір, щоб він здався. Імператор Хуейцзун помер в Уугуо, провівши в полоні близько дев'яти років. Незважаючи на свою некомпетентність в управлінні, імператор Хуейцзун був відомий своєю пропагандою даосизму й талантів у поезії, живопису, каліграфії та музиці. Він спонсорував численних художників при його імператорському дворі. У каталозі його колекції було перераховано понад 6000 відомих картин.

## Життєпис

### Ранні роки
Походив з імператорського роду Чжао. Був сином імператора Чжао Сюя та панні Їнже. Отримав гарну освіту. Про його молоді роки наразі відомо мало. Після смерті батька 1100 року став імператором.
Від самого початку приділяв багато уваги покращенню добробуту населення. 1102 року було створено управління, що опікувалось державною медициною й лікарями, які мали лікувати бідняків удома. Також імператор багато робив для зниження соціальної напруги в імперії.
Його правління збіглось із погіршенням зовнішньополітичної ситуації. Слабка армія Сун не могла протидіяти нападам держави киданів Ляо. Тому Хуейцзун погодився сплачувати данину в розмірі 100 тисяч рулонів шовку. Проте імператор намагався позбавитись такого ганебного становища. Тому 1106 року він уклав союз із племенами чжурчженів, які оселились на півночі сучасної Маньчжурії. Внаслідок спільних бойових дій царство Ляо зазнало поразки. Після того Хуейцзун облишив державні справи та не переймався зміцненням армії. Всю увагу він почав приділяти живопису, каліграфії й поезії.

### Ідеологічна реформа
У 1112—1119 роках Чжао Цзі провів масштабну ідеологічну реформу — «Шеньсяо» («Вчення про Божественне небо»). Вона була покликана обґрунтувати божественний статус імператорської династії й самого володаря. Те вчення було химерним поєднанням власне даоських, буддійських вірувань та давньокитайських культів. У ньому проповідувалось, що світ складається з дев'яти небесних сфер (цзютянь), вищою з яких є сфера Божественних небес. Нею керує велике божество Юйцин-ван (Цар нефритової чистоти), старший син і спадкоємець стародавнього бога Шан-ді (Вищий володар). Земний імператор є втіленням Юйцин-вана та його намісником у світі людей, посланий для встановлення там ідеального правління. Інші члени династії також ототожнювались із небесними божествами шеньсяо.
Проголошення шеньсяо державним віровченням супроводжувалося низкою акцій, спрямованих на підвищення авторитету даосизму і приниження буддистської церкви. 1117 року буддійські монастирі перейшли під контроль світської адміністрації й новоявленої державної релігії. За указом від 1119 року буддійських ченців слід було називати даоши, шати буддійського духівництва було цілком замінено на даоські, а Будду слід було титулувати Дацзюе-цзиньсянь (Золотий безсмертний Великого пробудження). Подібне приниження буддійської церкви було спричинено ще й тим, що буддизм почали сповідувати в сусідніх ворожих до імперії Сун киданьською й тангутською державами Ляо й Сі Ся.

### Загибель Північної Сун
Імператор Хуейцзун нехтував збройними силами, і династія Сун ставала все більш слабкою і у владі іноземних загарбників, незважаючи на те, що він в 1106 році наказав майстрам переробити символічні дев’ять котлів-триног, щоб утвердити свою владу. Коли чжурчженями заснував династію Цзінь і напав на Ляо. Їй династії на північ від пісні, династії Суна союзної з династією Цзінь і напала на Ем з півдня. Це дозволило знищити Ляо, давнього ворога Пісні.
Деякий час імператор відчував себе у спокої, спостерігаючи боротьбу царства Ляо із чжурчженями. Однак ворог ще більш грізною династії Цзінь був тепер на північному кордоні. Не задовольнившись анексією домену Ляо і не помітивши слабкості армії Сун, чжурчжені незабаром оголосили війну своєму колишньому союзнику, і до початку 1126 року війська цзінського «західного віце-маршала» Волібу перетнули Жовта річка і з'явилася в полі зору Бяньцзіна, столиці Імперії Сун. Усвідомивши свої помилки, Хуейцзун взяв на себе провину за все, що пішло не так і був охоплений панікою. 1120 року на тлі повстанського руху на південному сході країни, загострення відносин із чжурчженями, які розгромили Ляо, й під тиском придворних і буддійських ієрархів Хуейцзун був змушений законодавчо скасувати всі ті реформи. Однак він не відмовився від думки використання релігійних заходів для порятунку династії.
Імператор Хуейцзун мав намір тікати, але його чиновники переконали спочатку відректися від престолу, а потім бігти. Потім Хуейцзун симулював інсульт, тому що Хуейцзун в своїх словах сказав, що «Я мушу виправдовуватися хворобою. Я боюся спалаху безладу». Потім він відрікся від престолу 18 січня 1126 року на користь свого старшого сина, Чжао Хуана, який історично зараз відомий як імператор Ціньцзун (欽宗). Він передав світські владні повноваження старшому сину Чжао Хуаню, а на себе поклав функції духовного ієрарха Даоцзюнь-тайшан-хуанді (Великий найясніший владика пан Шлях-дао).
Втім чжурчжені, переконавшись у слабкості китайців, 1125 року виступили на столицю Сун — місто Кайфен. Чжуржені спустошили північно-східні райони імперії й 1126 року взяли в облогу столицю. Вражений цим, Хуейцзун остаточно відійшов від справ. Того разу вдалось відстояти місто від загарбників. Наступного, 1127 року чжуржені все ж захопили Кайфен, а також Хуейцзуна і його сина Чжао Хуаня. Їх понизили до статусу простолюдинів і забрали в полон до Маньчжурії. Там Хуейцзун і помер 4 червня 1135 року.

## Творчість
Значну увагу Чжао Цзі приділяв розвитку мистецтва, особливо живопису.
Імператор був культурним лідером, який провів більшу частину свого часу, захоплюючись мистецтвом. Він був колекціонером картин, каліграфії та антикваріату попередніх династій, створюючи величезні колекції кожного для свого розваги. Він писав свої вірші, був відомий як завзятий художник, створив свій власний стиль каліграфії, цікавився архітектурою і дизайном саду, і навіть писав трактати з медицини та даосизму.
Він зібрав почет художників, які були попередньо відібрані на іспиті, щоб стати офіційними митцями імператорського двору, і провів реформи придворної музики. Подібно багатьом вченим свого часу, він був людиною з багатогранністю і навіть вважається одним з найбільших китайських художників всіх часів. Проте, його правління назавжди залишиться в шрам від рішень (прийнятих адвокатом) про зовнішню політику, так як кінець його правління ознаменував собою катастрофічний період для Імперії Сун. Чжао Цзі заснував жанр «квіти та птахи». Він запрошував до свого двору видатних художників, створивши «Дім живопису Ханьлін». У доробку імператора є картини «П'ять папуг на абрикосі», «Придворні панні готують нові тканини шовку», «Слухаючи цінь». Часто влаштовував змагання поміж художниками. Одне з таких мало назву «Таверна в бамбуковому гаю біля мосту».
Був майстром каліграфії. Винайшов новий її стиль, що отримав назву «Струнке золото». Він походить від того, що текст при перевертанні нагадував золоті нитки.
Також Чжао Цзі був великим шанувальником чаю, знавцем його особливостей. Написав трактат про нього, де надав детальний опис чайної церемонії — «Трактат про чай» (1107).
Серед інших робіт Чжао Цзі є трактати з медицини та даосизму. За його наказом 12 відомих лікарів складали «Імператорську медичну енциклопедію», працю над якою було завершено 1111 року.
Був майстром віршованого жанру ци. Він не відхилявся від класичних його канонів. Здебільшого відомі його віршовані підписи до власних картин.

## Захоплення
Подолання стін Біньцзіна було важким завданням для кавалерії Юрчен, і це, разом із запеклим опором деяких представників Сун, які не втратили нервів повністю, як це зробив імператор Хуйцзун, і Цінцзун, що дав місто, призвели до того, що джурченці підняли облога Біньцзіна і повернення на північ. Однак Імперія Сун повинна була підписати принизливий договір з Імперією Цзінь, погодившись виплатити колосальне відшкодування війни і щороку давати данину Джурченям. З 1126 до 1138 р. Біженці з імперії Сун мігрували на південь до річки Янцзи. Хуйцзун повернувся із села і відновив свою звичну діяльність, почувши, що облога знята, хоча він фактично перебував під домашнім арештом Циньцзун.
Але навіть такі принизливі умови не могли врятувати династію Сун. Протягом кількох місяців війська обох віце-маршалків Юрченя, Волібу і Ніаньхана, знову повернулися на південь, і цього разу вони були твердо налаштовані подолати стіни Біньцзіна після того, як Циньцзун захотів укласти союз проти Цзінь двоє дворян Ляо, які насправді були на стороні журченців. Після жорстокої облоги журченці врешті-решт увійшли до Біньцзіна 9 січня 1127 р., Після чого відбулося багато днів грабежів, зґвалтувань та розправи. Більшість усього імператорського двору та гарему були захоплені джурченцями у випадку, відомому в історичному плані як інцидент Цзінканг, і перевезені на північ, здебільшого до столиці Цзінь Шаньцзінь (у сучасному Харбіні). Після захоплення Циньцзуна імператора Хуйцзуна переконали здати себе, проте вони захопили Хуйцзун. Коли Хуйцзун побачив Циньцзун, вони заплакали і обійняли один одного з Хуйцзуном, заявивши: «Якби ви слухали старого, ми б уникли цієї катастрофи».
Один з численних синів імператора Хуйцзуна, Чжао Гоу не був присутній у Біньцзіні, куди він поїхав до Південного Китаю, де після багатьох років боротьби заснував Південну династію Сун, першим правителем якої був імператор Гаозун.
Імператори Хуйцзун і колишній імператор Циньцзун були знищені до рангу простих жирченців 20 березня 1127 року. Потім 10 травня 1127 року імператор Хуйцзун був депортований в Хейлунцзян, де він провів останні вісім років свого життя в полоні. У 1128 році, в принизливому епізоді, двом колишнім Імператорам Спів довелося вшанувати предків Дзінь у їх святині в Шанцзіні, одягнувши траурну сукню. Правитель Юрчен, імператор Тайдзун, присвоїв двом колишнім імператорам Сун принизливих титулів, щоб принизити їх: імператора Хуйцзуна називали «герцогом Хунде» (昏 德 公; буквально «Озорений герцог»), а імператора Циньцзуна — «маркізом Чонхун» (重 昏侯; буквально «Подвійно осілий маркіз»).
Захопленим у полон китайських принців-чоловіків Сінґ подарували жінкам Хітан одружитися з палацу династії Ляо Дзінь Журчен, які також перемогли і завоювали Хітан. Оригінальних китайських дружин принців Сун було конфісковано та замінено на хітанських. Одному з синів імператора Сун Хуйцзуна з палацу Ляо було надано дружину хітанів, а іншого сина — Цзинь у верховній столиці Цзінь. Цзінь Журчен продовжували дарувати нових дружин захопленим королівським королівствам Сун, онукам та синам імператора Сун Хуйцзун після того, як вони забрали своїх первісних китайських дружин. Цзінь Джурчени сказали китайським королівським пісням, що їм пощастило, оскільки до королівських царів Ляо Хітан ставились набагато гірше, ніж до китайських королівських верств Сун. Воїнам Юрчен подарували дітей імператора Ляо Хітан Тяньцуо в подарунок, тоді як імператору Сонгу дозволили утримувати своїх дітей, поки він перебував у полоні.
У 1137 р. Імперія Цзінь офіційно повідомила Південну імперію пісень про смерть колишнього імператора Хуйцзуна. Імператор Хуйцзун, який провів першу половину життя в розкіші та мистецтві, помер розбитим чоловіком у далекому півночі Хейлунцзяна у червні 1135 року, у віці 52 років.
Кілька років потому (1141), коли йшли мирні переговори до договору Шаосін між імперіями Цзінь і Сун, Імперія Цзінь посмертно вшанувала колишнього імператора Хуйцзуна нейтрально звучачим титулом "Принц Тяньшуйського командування "(天水 郡王), після командира Тяньшуй у верхній течії річки Вей, що є традиційним Цзюнвангом (郡 望, zh) прізвища Чжао.

## Девізи правління
- Цзяньчжунцзінго (建中靖國) 1101
- Чуннін (崇寧) 1102—1106
- Даґуан (大觀) 1107—1110
- Чженхе (政和) 1111—1118
- Чунхе (重和) 1118—1119
- Сюаньхе (宣和) 1119—1125

## Сім'я
Консорти та нащадки:
- Імператриця Сянгон, з клану Ван (顯 恭 皇后 王氏; 1084—1108)
  - Чжао Хуань, Циньцзун (欽宗 趙桓; 1100—1156), перший син
  - Принцеса Ронгде (榮德帝 姬; нар. 1103), особисте ім'я Джинну (金 奴), друга (друга) дочка
    - Одружилася з Цао Ченгом (曹 晟; 1104—1127) у 1115 році
    - Одружилася з Ваньяном Чанг (完顏 昌; помер 1139) в 1127 році
    - Одружилася з Ваньянь Дань (1119—1150) у 1139 році
- Імператриця Сяньсу з клану Чжен (顯 肅 皇后 鄭氏; 1079—1131)
  - Принцеса Джиаде (嘉德帝 姬; 1100—1141), особисте ім'я Юпан (玉盤), перша (перша) дочка
    - Одружився з Чен Інь (曾 夤; нар. 1100 р.) В 1115 р. І мав випуск (дві дочки)
    - Одружився з Ваньяном Цзоньпаном (完顏 宗 磐; помер 1139 р.), Першим сином Ваньяна Шенга, в 1127 р.
    - Одружився з Ваньянь Дань (1119—1150) у 1139 році

  - Чжао Чен, принц Янь (兗 王 趙 檉; 1101), другий син
  - Принцеса Шушу (壽 淑 帝 姬), четверта дочка
  - Принцеса Анде (安德帝 姬; 1106—1127), особисте ім'я Цзіньлуо (金 羅), восьма (третя) дочка
    - Одружився з Сонгом Банггуанг (宋邦光; р. 1106), і мав випуск (одна дочка)
    - Одружився з Ваньяном Думу (完顏 阇 母; 1090—1129), 11-м сином Ваньяна Гелібо, в 1127 році
- Принцеса Роншу (榮淑帝 姬), 11-та дочка
- Принцеса Ченде (成 德 帝 姬; нар. 1110), особисте ім'я Хуер (瑚 兒), 13-та (п'ята) дочка
- Одружений Сян Цзіфан (向 子房; нар. 1110)
- Імператриця Мінда, з клану Лю (明達 皇后 劉氏; помер 1113)
- Принцеса Аншу (安淑帝 姬), шоста дочка
- Принцеса Маоде (茂德 帝 姬; 1106—1128), особисте ім'я Фудзін (福 金), дев'ята (четверта) дочка
- Одружився з Цай Тяо (蔡 鞗; нар. 1107 р.), П'ятим сином Цай Цзіна, в 1120 р. І мав проблему (один син)
- Одружився з Ваньяном Цунвангом (完顏 宗 望; помер 1127 р.), Другим сином Ваньяна Міна, в 1127 р.

Одружився з Ваньяном Сіїном († 1140) в 1127 році
- Чжао Ю, принц І (益 王 趙 棫; 1107—1137), восьмий син
- Чжао Мо, принц Ці (祁 王 趙 模; 1107—1138), 11-й син
- Принцеса Сюнде (洵 德 帝 姬; нар. 1110), особисте ім'я Фудзін (富 金), 14-а (шоста) дочка
- Одружений Тянь Пі (田 丕; нар. 1110)
- Одружився з Ваньяном Шейемою (完顏 設 也 馬), першим сином Ваньяна Цунхана, в 1127 році
- Чжао Чжень, принц Сінь (信 王 趙 榛; 1111—1139), 18-й син
- Імператриця Мінджі, з клану Лю (明 節 皇后 劉氏; 1088–1121)
- Чжао Ян, принц Цзяньань (建安 王 趙 柍; 1115—1127), 25-й син
- Принцеса Хефу (和 福 帝 姬; нар. 1116), особисте ім'я Цзіньчжу (金珠), 29-та (17-та) дочка
- Чжао І, герцог Цзя (嘉 公 趙 椅; 1118—1130), 26-й син
- Чжао Сі, герцог Ін (英 公 趙 楒; нар. 1120), 28-й син
- Імператриця Сяньрен, з клану Вей (顯仁 皇后 韋氏; 1080—1159)
- Чжао Гоу, Гаозун (高宗 趙構; 1107—1187), дев'ятий син
- Гуйфей, з клану Ван (懿 肅 貴妃 王氏; помер 1117)
- Принцеса Хуїшу (惠 淑 帝 姬), п'ята дочка
- Принцеса Кангшу (康淑帝 姬), десята дочка
- Чжао Чжі, принц Шень (莘 王 趙 植; 1108—1148), 12-й син
- Принцеса Руфу (柔 福 帝 姬; 1111—1142), особисте ім'я Хуанхуань (嬛 嬛), 20-та (десята) дочка
- Одружився з Ваньяном Цунвангом (完顏 宗 望; помер 1127 р.), Другим сином Ваньяна Міна, в 1127 р.
- Одружився з Ваньяном Цзоньсяном (完 顏宗賢; помер 1150) в 1127 році
- Одружився з Ваньяном Шенгом (1075—1135) у 1127 році
- Одружений з Ваньяною Цзоньсянь (完 顏宗賢; † 1150)
- Одружений Сюй Хай (徐 還)
- Принцеса Сяньфу (賢 福 帝 姬; 1112—1127), особисте ім'я Джин'ер (金 兒), 26-а (15-та) дочка
- Чжао Цзі, герцог Чень (陳 公 趙 機; 1114), 22-й син
- Гуйфей, з клану Ван (貴妃 王氏)
- Чжао Кай, принц Юнь (鄆 王 趙楷; 1101—1130), третій син
- Принцеса Чонг (崇德帝 姬; помер 1121), сьома дочка
- Одружився з Цао Ши (曹 湜) в 1119 році
- Принцеса Баошу (保 淑 帝 姬), 12-та дочка
- Принцеса Сішу (熙 福 帝 姬), 16-та дочка
- Чжао Чан, герцог Сян (相公 趙 梴; 1112—1137), 23-й син
- Гуйфей, з клану Цяо (貴妃 喬 氏; нар. 1081)
- Чжао Ци, принц Цзин (景 王 趙 杞; 1104—1138), шостий син
- Чжао Сю, принц Цзі (濟 王 趙 栩; нар. 1106), сьомий син
- Гуйфей, з клану Цуй (貴妃 崔氏; 1091—1130)
- Принцеса Даому (悼 穆帝 姬), особисте ім'я Цзіньсянь (金 仙), 15-та дочка
- Принцеса Дунфу (敦福 帝 姬), особисте ім'я Санджин (三 金), 21-а дочка
- Чжао Чун, принц Хань (漢王 趙 椿; 1112—1113), 19-й син
- Принцеса Ренфу (仁福 帝 姬; 1112—1127), особисте ім'я Сяньюнь (香 雲), 23-а (12-та) дочка
- Принцеса Йонгфу (永福 帝 姬; нар. 1112), особисте ім'я Фубао (佛 保), 25-та (14-та) дочка
- Принцеса Нінфу (寧福帝 姬; нар. 1114), особисте ім'я Чуанчжу (串珠), 28-а (16-та) дочка
- Одружився з Ваньяном Зонджуаном (完 顏宗雋; помер 1139 р.), Шостим сином Ваньяна Міна, в 1127 р. І мав проблему (один син)
- Одружився з Ваньяном Даном (1119—1150) у 1139 році
- Гуйфей, з клану Ван (貴妃 王氏; 1092—1127)
- Чжао Е, принц І (沂 王 趙 㮙; 1110—1132), 15-й син
- Принцеса Шенфу (申福帝 姬), 27-а дочка
- Сяньфей з клану Ян (賢妃 楊氏; помер 1115)
- Принцеса Шуншу (順 淑 帝 姬), третя дочка
- Чжао Ши, принц Хе (和 王 趙 栻; 1111—1128), 17-й син
- Ванронг, з клану Ван (婉容 王氏)
- Принцеса Хуйфу (惠福 帝 姬 趙 珠珠; нар. 1112), особисте ім'я Жужу (珠珠), 24-а (13-та) дочка
- Одружилася з Ваньяном Себао (完顏 斜 保), другим сином Ваньяна Цзоньхана, в 1127 році і мала проблему (один син)
- Ванронг, з клану Янь (婉容 閻 氏; 1109—1133), особисте ім'я Баосе (寶 瑟)
- Чжао Чжу (趙 柱; нар. 1130), 34-й син
- Чжаоюань, з клану Чжен (昭 媛 鄭氏), особисте ім'я Мейніанг (媚娘)
- Чжао Тань (趙 檀; нар. 1131), 35-й син
- Сюрон, з клану Хань (修 容 韓氏)
- Принцеса Баофу (保 福 帝 姬; 1112—1127), особисте ім'я Сяньланг (仙 郎), 22-а (11-та) дочка
- Цзею, з клану Ван (婕妤 王氏)
- Чжао Цзі (趙 極; нар. 1127), 33-й син
- Кайрен, з клану Цяо (才 人 喬 氏)
- Принцеса Сянде (顯 德 帝 姬; нар. 1111), особисте ім'я Цяоюн (巧雲), 17-а (сьома) дочка
- Одружений Лю Веньян (劉文彥)
- Чжао Цзі, принц Цзин (荊王 趙 楫; 1102—1103), четвертий син
- Чжао Шу, принц Су (肅 王 趙 樞; 1103—1130)

## Родовід
- Чжао Юаньфень (969—1005)
- Чжао Юньран (995—1059)
- Леді Лі
- Імператор Інгцзун Пісенний (1032—1067)
- Рен Гу
- Леді Рен
- Леді Чжан
- Імператор Шенцзун Пісенний (1048—1085)
- Гао Цзисюн (959—1036)
- Гао Цунфу
- Імператриця Сюаньрен (1032—1093)
- Цао Ци
- Леді Цао
- Леді Фен
- Імператор Хуйцзун з Пісні (1082—1135)
- Чень Хуаїде
- Чень Цзіронг
- Чень Шугі
- Імператриця Цінчі (1058—1089)